# Zespół Li-Fraumeni
Zespół Li-Fraumeni (zespół Li-Fraumeni 1, ang. Li-Fraumeni syndrome, LFS, LFS1) – rzadki, uwarunkowany genetycznie zespół predyspozycji do nowotworów. Dziedziczony jest autosomalnie dominująco, spowodowany jest mutacją w genie TP53, jednym z najważniejszych genów supresorowych nowotworów.
Pacjenci z zespołem Li-Fraumeni mają zwiększoną podatność (zachorowanie przed 45. rokiem życia) na choroby nowotworowe, a zwłaszcza:
- mięsaki tkanek miękkich,
- kostniakomięsaka,
- raka sutka,
- białaczki,
- guzy mózgu,
- raka kory nadnerczy.

Gen TP53 koduje białko TP53, które oprócz działania przeciwnowotworowego, wykazuje także działanie hamujące starzenie się komórki.
Zespół opisali w 1969 roku amerykańscy lekarze Frederick Pei Li i Joseph F. Fraumeni.
2 czerwca 2006 roku firma Introgen Therapeutics przedstawiła w Baltimore preparat ADVEXIN, zawierający prawidłową kopię genu P53, który ma być pomocny w terapii genowej zespołu Li-Fraumeni.